# Steve Israel
Steven Israel, född 30 maj 1958 i New York, är en amerikansk demokratisk politiker. Han representerar det andra distriktet i delstaten New York i USA:s representanthus sedan 2001. Distriktet, som är beläget på Long Island, består av delar av Suffolk County och delar av Nassau County.
Israel är född i Brooklyn och han utexaminerades från George Washington University. När republikanen Rick Lazio bestämde sig för att lämna sitt mandat i representanthuset för att kandidera till USA:s senat, lyckades Israel vinna mandatet för demokraterna. Lazio dessutom förlorade mot Hillary Clinton.
Under sin tredje mandatperiod i USA:s kongress blev Israel ordförande för demokraternas försvarspolitiska arbetsgrupp i representanthuset, House Democratic Caucus Task Force on Defense and Military. Arbetsgruppen har en rådgivande roll för demokraternas ledare i representanthuset i försvarspolitiska frågor och fungerar som en länk mellan demokraterna i representanthuset och USA:s militär. Gruppen består av femton demokratiska ledamöter av USA:s representanthus. Israel är dessutom medlem i representanthusets försvarsutskott.
Israels hjärtefrågor är nationell säkerhet, hälsovård, miljö och frågor som rör staten Israel.
Gifte sig med Marlene Budd 2003; Skild 2014. Gifte sig med Cara Longworth 2018. Israel har två vuxna döttrar och är också författare.